# Ancien magasin aux vivres de Mayence
L’ancien magasin aux vivres de Mayence est un ancien bâtiment militaire austro-prussien de stockage des vivres situé à Mayence. En 2004, il a été transformé en logements de luxe.

## Histoire

### Construction
Il a été construit de 1863 à 1867 pour la forteresse de Mayence, la plus grande ville du grand-duché de Hesse-Darmstadt, par la Confédération allemande. Les installations de jardin du palais Schönborn, ont été abandonnées en 1863 pour la construction du magasin. Le bâtiment, en grès, a sept étages. Les magasins ont été utilisées principalement pour le stockage du ravitaillement de la garnison, notamment pour des céréales. Pour cette raison, une boulangerie s’est trouvée intégrée dans le bâtiment lui-même.
C’est le dernier bâtiment de la Confédération allemande à Mayence, en raison de la Guerre austro-prussienne de 1866. Après 1904, le magasin ne présentant plus le même intérêt militaire à la suite de la transformation de l’armement, il est progressivement démantelé.

### Aujourd’hui
Inutilisé pendant une longue période, le magasin aux vivres a été rénové en 1966, et transformé en 2004 en logements de luxe.
Il abrite également le Musée de carnaval et les archives de cabaret allemand, ainsi qu’un restaurant mayençais bourgeois.
À proximité se trouve le nouveau magasin aux vivres, dans le quartier Mainz-Neustadt.